# Distrito de Nizamabad
Nizamabad (en telugú; నిజామాబాదు జిల్లా, urdu; نظام آباد ضلع) es un distrito de India en el estado de Telangana. Código ISO: IN.AP.NI.
Comprende una superficie de 7 956 km².
El centro administrativo es la ciudad de Nizamabad.

## Demografía
Según censo 2011 contaba con una población total de 2 552 073 habitantes.